# BMW Sauber F1.06
BMW Sauber F1.06  je vůz Formule 1, který se účastnil mistrovství světa v roce 2006.

## BMW
- Model: BMW Sauber F1.06 (Formule 1, rok 2006)
- Rok výroby: 2006
- Země původu: Německo
- Konstruktér: Willi Rampf,Seamus Mullarkey
- Debut v F1: Grand Prix Bahrajnu 2006

## Popis
Ačkoli nejdůležitější změna v předpisech postihla motory (od 10 k 8 válcům – ze 3 na 2,4 litry), bylo nutné i přizpůsobit šasi, protože osmiválcové motory jsou kratší, mají menší spotřebu a potřebují menší chladicí plochu a to má nejvýznamnější účinek na design vozu. Předpokládalo se, že konstruktéři budou vycházet z vozu Sauber C24,ale skutečnost ukázala, že snazší bude cesta k vývoji vlastního vozu. BMW Sauber F1.06 je v každém směru nové auto. Přední část vozu dostala nové rysy, šasi bylo sníženo vpředu a vše směřovalo k optimalizaci proudění vzduchu. Na zlepšení aerodynamiky měl vliv především menší chladicí systém. Kratší motor dovolil konstruktérům experimentovat se šíří celé zádě, která je u BMW užší a působí harmoničtěji.

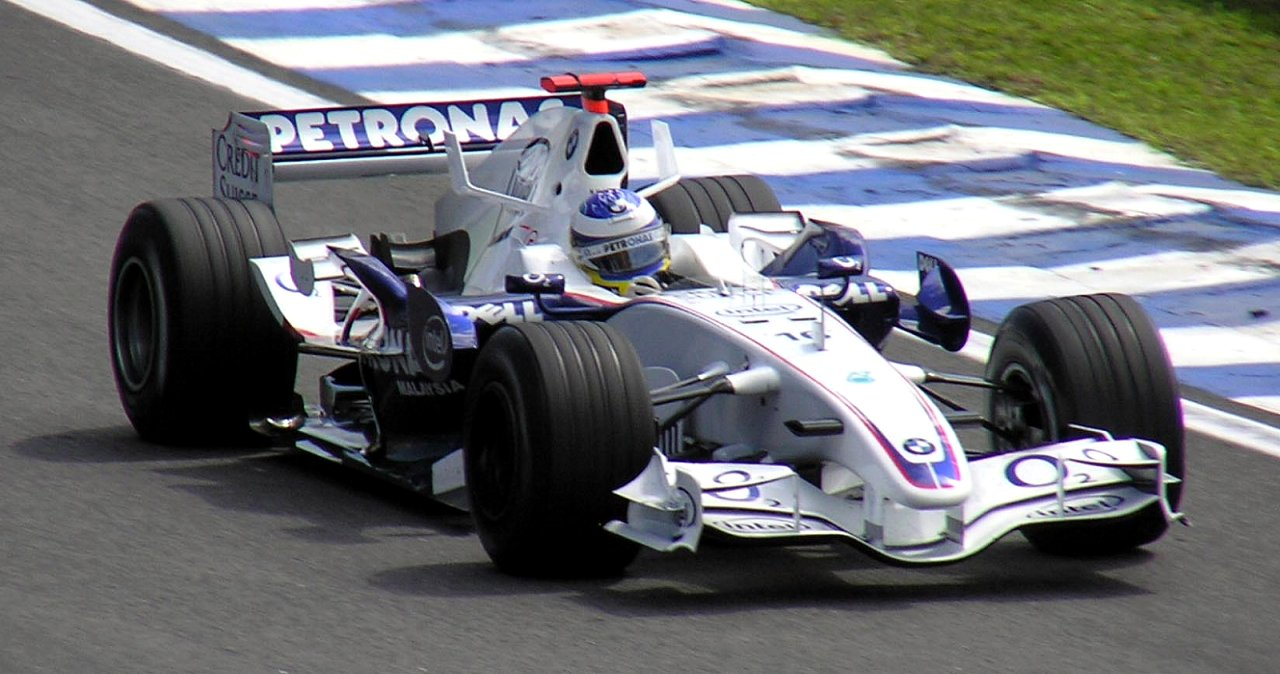
Nick Heidfeld při Grand Prix Brazílie 2006
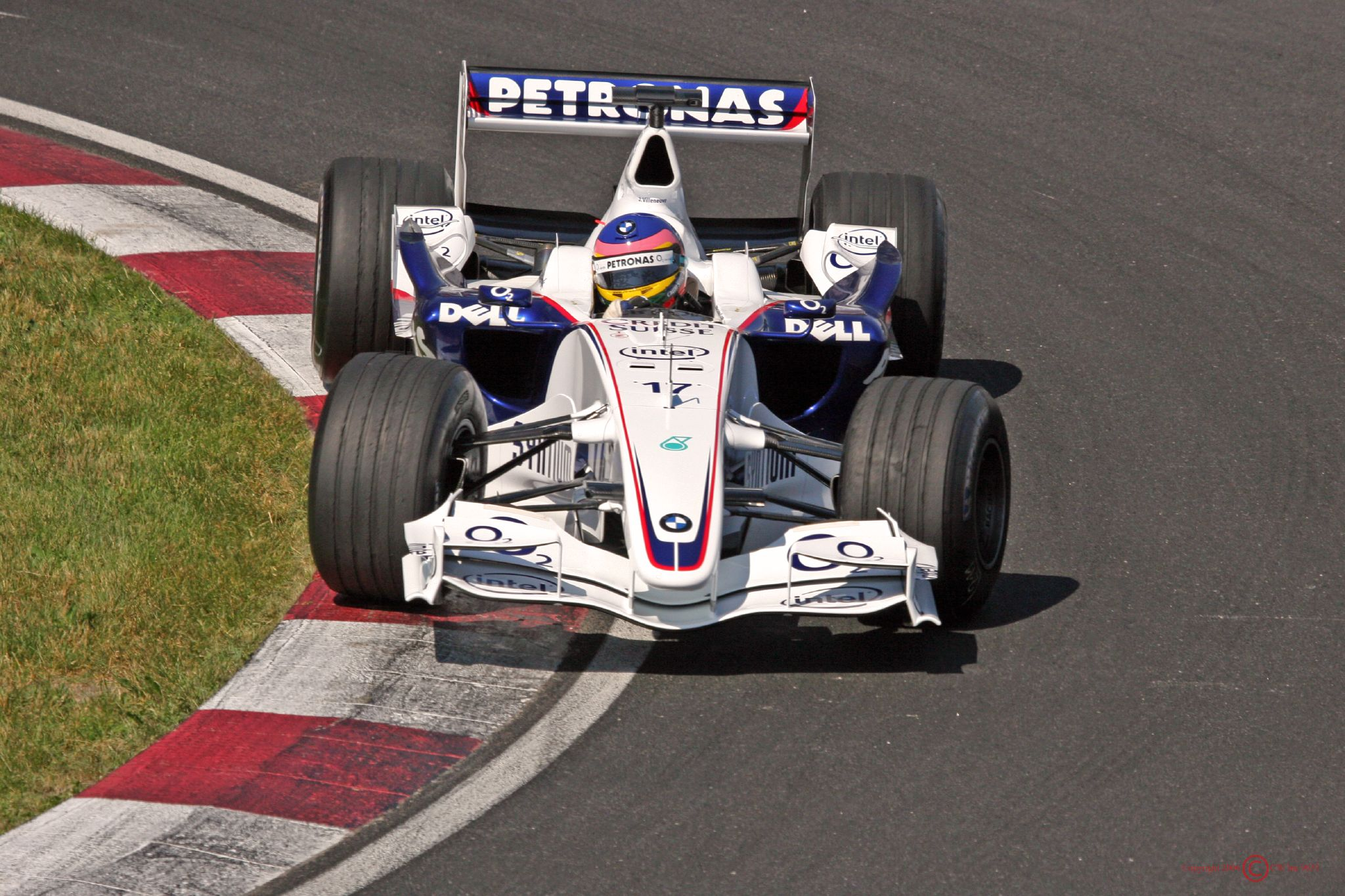
Jacques Villeneuve při Grand Prix Kanady 2006

## Technická data
- Motor: BMW P86 2.4 V8
  - V8 90°
  - Objem: 2398 cc
  - Vstřikování Magneti Marelli
  - Palivový systém Magneti Marelli.
  - Palivo Petronas
  - Převodovka: L 7stupňová poloautomatická.
  - Pneumatiky: Michelin
  - Brzdy Brembo

## Piloti
- Nick Heidfeld
- Jacques Villeneuve
- Robert Kubica

## Statistika
- 18 Grand Prix
- 0 vítězství
- 0 pole positions
- 36 bodů
- 2 x podium

- Žlutě – vítězství / Šedá – 2 místo / Oranžová – 3 místo / Zeleně – bodoval / Fialově - odstoupil

| Jezdec             | 1        | 2        | 3      | 4      | 5      | 6      | 7      | 8     | 9        | 10       | 11     | 12       | 13      | 14     | 15    | 16     | 17    | 18       | Poř.      | Body |
| ------------------ | -------- | -------- | ------ | ------ | ------ | ------ | ------ | ----- | -------- | -------- | ------ | -------- | ------- | ------ | ----- | ------ | ----- | -------- | --------- | ---- |
| Nick Heidfeld      | BAH 12   | MAL Ods. | AUS 4. | SMR 13 | EVR 10 | ŠPA 8  | MON 7  | GBR 7 | KAN 7    | USA Ods. | FRA 8  | NĚM Ods. | MAĎ 3   | TUR 14 | ITA 8 | ČÍN 7  | JAP 8 | BRA Ods. | 9. místo  | 23   |
| Jacques Villeneuve | BAH Ods. | MAL 7    | AUS 6  | SMR 12 | EVR 8  | ŠPA 12 | MON 14 | GBR 8 | KAN Ods. | USA Ods. | FRA 11 | NĚM Ods. |         |        |       |        |       |          | 15. místo | 7    |
| Robert Kubica      |          |          |        |        |        |        |        |       |          |          |        |          | MAĎ DSQ | TUR 12 | ITA 3 | ČÍN 13 | JAP 9 | BRA 9    | 16. místo | 6    |
| Pohár konstruktérů | BAH -    | MAL 2    | AUS 8  | SMR -  | EVR 1  | ŠPA 1  | MON 2  | GBR 3 | KAN 2    | USA -    | FRA 1  | NĚM -    | MAĎ 6   | TUR -  | ITA 7 | ČÍN 2  | JAP 1 | BRA -    | 5. místo  | 36   |